# Die lustigen Weiber von Windsor
Die lustigen Weiber von Windsor (en català: Les alegres comares de Windsor) és una òpera en alemany en tres actes de Carl Otto Nicolai, amb llibret de Salomon Hermann von Mosenthal. S'estrenà a la Königliches Opernhaus de Berlín el 9 de març de 1849. A Catalunya es va estrenar al Liceu de Barcelona l'1 de febrer de 1905.
L'òpera era i encara és popular a Alemanya i és l'única obra del compositor que forma part del repertori en altres països. L'obertura de vegades s'interpreta en concerts.

## Origen i context
Nicolai havia aconseguit prèviament un gran succés amb òperes italianes, però aquesta va ser la seva obra mestra en llengua alemanya. El mateix compositor va fer alguns canvis en el llibret. La història és pròxima a la de Falstaff de Giuseppe Verdi, però Nicolai i el seu llibretista van ser més fidels a Les alegres comares de Windsor de Shakespeare. Pistol i Bardolph són absents en aquesta versió, però Slender sí que hi és. Les comares tenen noms alemanys. Alice és Frau Fluth i Meg és Frau Reich. Les dues obres són molt diferents. En particular, la versió de Nicolai és un singspiel, que conté molt diàleg parlat entre els diferents números musicals. La versió de Verdi, el seu últim treball, és un continu musical sense diàleg que uneix sense interrupció tots els recitatius i àries.
Otto Nicolai va treballar de 1845 a 1849 en aquesta obra. La Hofoper de Viena no la va acceptar, i per això, el compositor, que tres anys abans havia fundat la Filharmònica de Viena com a orquestra de concerts, va abandonar la ciutat, en la qual va representar només alguns fragments de la seva òpera. L'estrena es va ajornar fins al 9 de març de 1849. Nicolai va viure a l'Òpera Reial de Berlín l'últim triomf de la seva vida, que es va apagar dos mesos després.
El jove Mosentahl (1821-1877) va escriure un llibret encantador, al qual certament li falta la profunditat del que Arrigo Boito va preparar per a Verdi, que no hauria convingut, però, al caràcter còmic que en aquella època caracteritzava la típica comèdia alemanya. Falstaff és en aquesta obra una figura completament ridícula, el que no passa en el cas de l'òpera de Boito-Verdi (ni per descomptat en Shakespeare). Les escenes són divertides, són ben concebudes des del punt de vista dramàtic i tenen l'indispensable punt de lirisme. Els textos parlats són reduïts al mínim i en moltes representacions se substitueixen pels recitatius que més tard va compondre Heinrich Proch, per apropar aquesta òpera còmica típicament alemanya a l'òpera bufa italiana.